# Pseudoheriades tolawasensis
Pseudoheriades tolawasensis là một loài Hymenoptera trong họ Megachilidae. Loài này được Gupta & Sharma mô tả khoa học năm 1993.